# 노르베르트 엘리아스
노르베르트 엘리아스(Norbert Elias, 1897년 6월 22일 ~ 1990년 8월 1일)는 영국에서 활동한 유대계 독일인 사회학자이다. 케임브리지 대학교, 레스터 대학교 등에서 교수로 지냈으며 저서 《문명화 과정》으로 유명하다.

## 생애
노르베르트 엘리아스는 1897년에 슐레지엔의 브레슬라우에서 헤르만 엘리아스와 소피 엘리아스 사이에서 태어났다. 아버지 헤르만은 직물업 사업가로 1910년에 사업을 그만둔 뒤 명예직으로 브레슬라우 시청의 세무 담당 고문으로 일하던 유대인 지식인이었으며, 어머니는 전형적인 주부였다. 1915년에 대학 입학 종합 시험을 통과한 엘리아스는 제1차 세계 대전에서 독일군에 자원 입대하여 전보병으로 복무하였는데, 처음에는 동부 전선에 있다가 나중에는 서부 전선에서 활동하였다. 1917년에 신경 쇠약으로 군 복무 불가 판정이 내려지고, 브레슬라우의 의무병으로 전보되었다.
같은 해에 엘리아스는 브레슬라우 대학교에서 철학, 심리학, 의학 공부를 시작하였으며, 하이델베르크 대학교에서 한 학기 동안 철학 공부를 하면서 카를 야스퍼스의 세미나에서 토마스 만에서 관한 논문을 발표하기도 한다. 1919년에 의사 예비 시험(Physikum)을 통과했으나 철학과 의학을 동시에 공부하기 어렵다고 판단한 엘리아스는 의학 공부를 중단하였다. 1919년에서 1920년 사이에는 프라이부르크 대학교에서 공부하였다. 당시 바이마르 공화국 시대의 초인플레이션 때문에 아버지의 재산이 줄면서 엘리아스는 학자금을 대고자 1922년에 그곳 철물 공장의 수출부장으로 일했다.
1924년에 그는 신칸트학파 철학자였던 리하르트 회니히스발트를 지도 교수로 하여 브레슬라우 대학에 박사 학위 논문으로 '이념과 개인'(Idee und Individuum)을 제출한다. 이 논문에서 엘리아스는 칸트의 '선험(a priori)'를 반박하면서 칸트가 모든 경험에 앞서 주어져 있다고 설정했던 선험은 실제로 시간 또는 자연적, 도덕적 법칙의 인과 관계라고 주장하였다. 신칸트주의에서 사회적 측면을 다루지 않는 데 실망한 엘리아스는 학위 논문을 놓고 지도 교수와 심하게 다투었으며, 결국 사회학을 공부하기로 돌아선다.
1925년까지 엘리아스는 브레슬라우에서 지내면서 독일의 시온주의 운동에 깊이 관여하였으며, 독일의 유대인 청년 운동 조직인 '청백'(Blau-Weiss)에서 주요 지식인 인사로 활동하였다. 이 시기에 엘리아스는 젊은 시온주의자였던 에리히 프롬, 레오 스트라우스, 레오 뢰벤탈, 거숌 숄렘과 같은 인물들을 알게 된다. 1925년에 엘리아스는 당시 사회 과학과 철학의 중심지였던 하이델베르크 대학로 가서 사회학 공부를 시작하였다. 엘리아스는 문화사회학의 대표 이론가였던 알프레드 베버 밑에서 근대 과학의 발달에 관한 교수자격 청구논문을 쓰는데, 논문 제목은 '과학의 발전에서 피렌체 사회와 문화의 중요성'(Die Bedeutung der Florentiner Gesellschaft und Kultur für die Entstehung der Wissenschaft)이었다. 1930년에 엘리아스는 이 작업을 포기하고 하이델베르크에서 친분을 쌓은 젋은 강의 교수였던 카를 만하임을 따라 프랑크푸르트암마인 대학교에서 그의 조교가 되었다. 그러나 1933년 초에 나치가 집권하자 만하임의 사회학 연구소는 문을 닫아야 했다. 당초 제출했던 교수자격 청구논문인 '궁정 사람'(Der höfische Mensch)은 결국 심사가 중단되었고, 1969년에야 출간되었다. 1933년에 엘리아스는 파리로 도피하였다. 엘리아스의 부모는 브레슬라우에 계속 남았는데, 아버지는 1940년에 죽었고, 어머니는 아우슈비츠 수용소로 끌려가서 1941년에 목숨을 잃은 것으로 보인다.
엘리아스는 파리에서 2년 동안 지내면서 암스테르담의 Steufonds 재단에서 장학금을 받아 사설 강사로 일하였다. 1935년, 엘리아스는 영국으로 망명지를 옮겨 자신의 대작 《문명화 과정》을 썼으며, 1939년에 이르러 유대인 난민 구호 단체에서 장학금을 지원받았다.

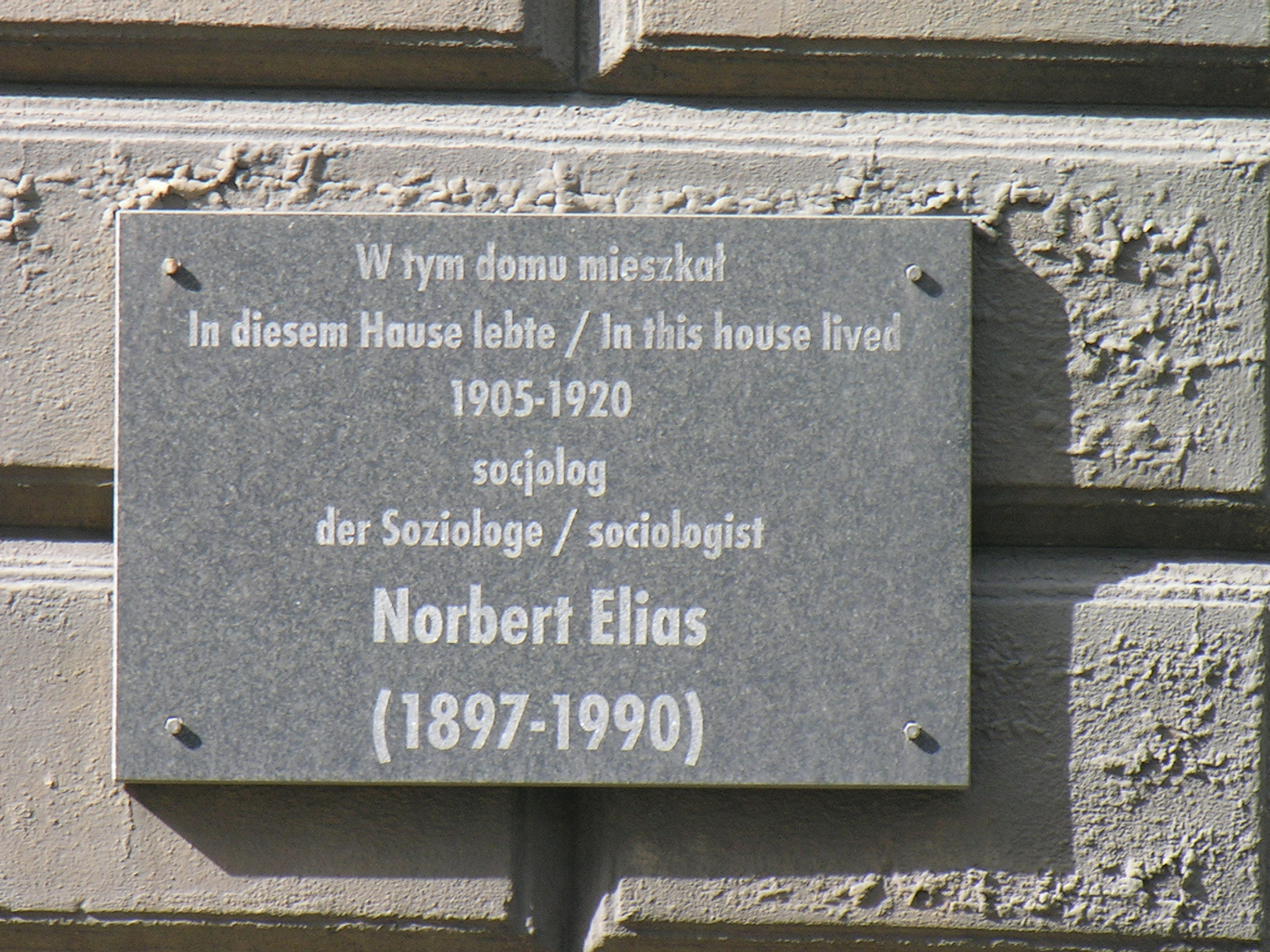
브로츠와프에 있는 엘리아스의 기념패

1939년에 그는 런던 경제 연구소(London School of Economics)에서 옛 지도 교수 만하임과 만나 연구 장학생이 되기도 하였다. 1940년에 독일군이 영국까지 침략하자 엘리아스는 독일인이었다는 이유로 리버풀과 맨섬에 있는 수용소에서 여덟 달 동안 구금당하였다. 수용소에서 그는 정치 강의를 하고 자신이 쓴 연극 '불쌍한 야코프의 노래'(Die Ballade vom armen Jakob, 1987년에 출간)을 올리기도 했다.
1941년에 풀려난 엘리아스는 케임브리지 대학교로 자리를 옮겼다. 그는 런던 대학의 노동자 교육 협회(성인 대상 교육 기관)에서 저녁 강의를 맡았으며 나중에는 레스터 대학교에서 심리학, 경제학, 경제사 저녁 강의도 맡았다. 또 다른 고등 교육 기관에서도 때때로 강사직을 맡기도 하였다. 캠브리지에서는 독일 이민자 출신인 정신분석학자 S. H. 푹스 밑에서 집단 치료사로 활동했으며, 푹스와 함께 1952년에 집단 분석 협회(Group Analytic Society)를 창립하여 집단 치료사로 일하였다.
1954년에 엘리아스는 레스터 대학교에서 전임 강사 자리를 얻어 1962년에 정년 퇴직할 때까지 레스터 대학 사회학과에서 가르쳤다. 레스터에서 엘리아스가 가르친 제자 가운데는 존 엘드리지와 앤서니 기든스, 고든 로렌스, 얼 후퍼 등이 있었다. 1962년에서 1964년까지 엘리아스는 아크라 인근 르공에 있는 가나 대학교에서 사회학과 교환 교수를 지냈다. 1965년에 유럽으로 돌아와서 암스테르담에 자리를 잡았으나, 독일 여러 대학의 초빙 교수로 강의를 했다. 1969년 《문명화 과정》이 재출간되면서 그의 명성과 인기가 크게 올랐다. 1978년부터 1984년까지는 빌레펠트 대학교의 학제간 연구 센터에서 초빙 교수를 지냈다. 엘리아스는 테오도르 W. 아도르노 상(1977년)과 사회학 및 사회과학 유럽 아말피 상(1987년)을 처음으로 둘 다 받았다. 사회학 저작 외에도 엘리아스는 때때로 시나 수필을 쓰기도 하였다.
1990년 8월 1일, 엘리아스는 암스테르담의 집에서 세상을 떠났다.